# Slijptrein

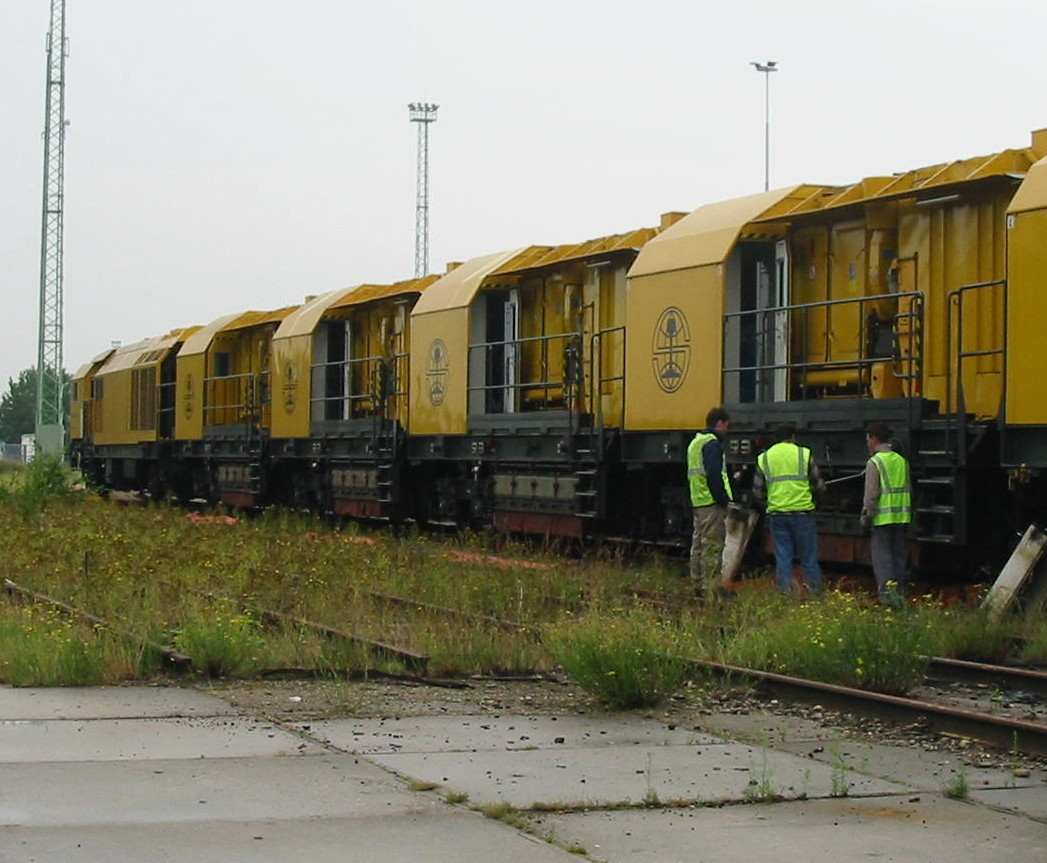
De slijptrein RR48 van Speno.

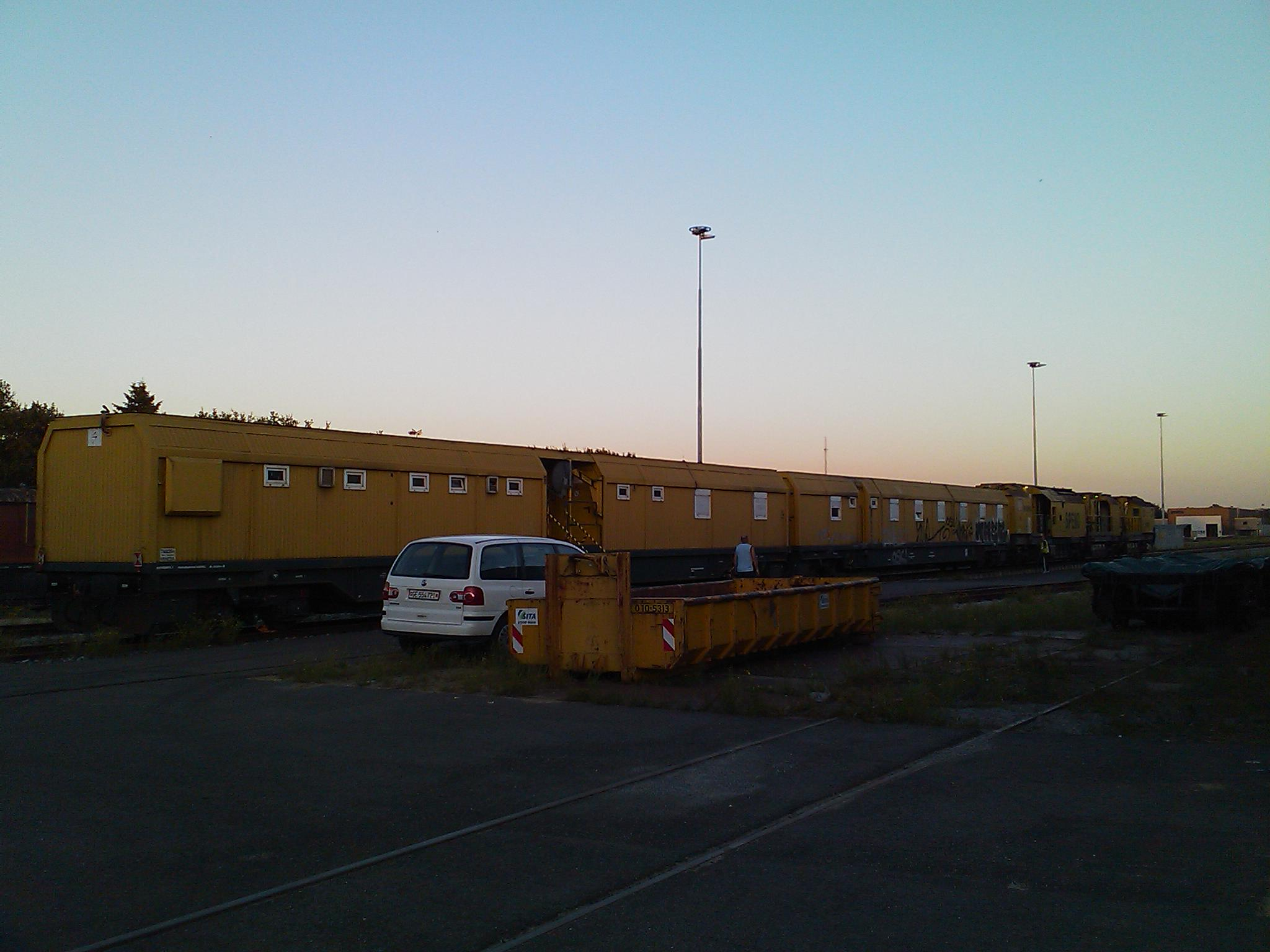
De slijptrein van Speno op emplacement, links de verblijfswagens, rechts de slijptrein zelf.

Een slijptrein is een speciale machine, voortgetrokken door een locomotief, waarmee het profiel van de spoorstaven na slijtage weer in de juiste vorm wordt gebracht. Dit gebeurt niet alleen bij treinvervoer, maar ook bij de rails voor trams bijvoorbeeld, dan wordt de machine een slijptram genoemd.
De slijptrein heeft om te kunnen slijpen een set slijpschijven onder de trein. Met een lasersysteem wordt het profiel gecontroleerd, en indien nodig rijdt de slijptrein een aantal malen heen en weer over de rails. Daarbij rijdt de trein stapvoets. Tijdens het slijpen komt een vonkenregen vrij, die vooral 's nachts goed zichtbaar is. Door de vonken kan soms brand ontstaan in bijvoorbeeld de berm van de spoorlijn. Bij droog weer wordt er daarom vanuit de trein water gesproeid.
De slijptreinen kunnen lang zijn, ze bestaan dan uit meerdere modules met slijpschijven. Een lange trein met meer modules hoeft minder vaak heen en weer te rijden dan een kortere trein. Voor speciale toepassingen bestaan er korte slijptreinen, die bijvoorbeeld de rails bij wissels, overwegen en bruggen kunnen slijpen.
In Nederland wordt meestal tijdens de nacht geslepen, om het treinverkeer zo min mogelijk te hinderen. Overdag wordt een slijptrein meestal neergezet op een emplacement, waar de slijpschijven schoongemaakt of vervangen worden. Een bedrijf dat dit soort gespecialiseerde werktreinen ontwerpt en exploiteert is Speno, gevestigd in Zwitserland.
De oude slijptrein uit 1958 (zie filmpje) bestond uit het tot slijpwagen omgebouwde blokkendoosrijtuig mCv 9426 en twee tenders van de stoomlocs NS 4003 en 4025 als waterwagens. Aan beide uiteinden van deze trein stond een dieselloc uit de serie NS 2200 of NS 2400. In 1983 is deze trein buiten dienst gesteld. De slijpwagen werd in 1985 gesloopt en de tenders begonnen aan een derde leven bij de Hoogovens Excursietrein, thans Hoogovens Stoom IJmuiden.